# Señorío de Huétor Tájar
El Señorío de Huétor Tájar fue un Señorío jurisdiccional creado en 1559 por el rey Felipe II de España a favor de Antonio de Luna y Valois, VI Señor de Fuentidueña. Su nombre hace referencia a la localidad granadina de Huétor Tájar.

## Historia

Blasón de la Casa de Fuentidueña

Blasón de la Casa de Portocarrero

El Señorío de Huétor Tájar fue creado en tiempos del monarca Felipe II. A causa de los onerosos gastos de su política exterior, el monarca se vio obligado a vender señoríos con todo lo que ello conllevaba: rentas, pechos, alcabalas, etc. Estos señoríos jurisdiccionales eran hereditarios. Por ello, la infanta regente Juana de Austria, usando el poder dado por el Rey en Bruselas el 29 de abril de 1558 para ejecutar tal decisión, otorgó la carta de venta de Huétor Tájar firmada en Valladolid el 28 de junio de 1559, por la que hizo realidad el acuerdo de la hacienda real con Antonio de Luna y Valois, Señor de Fuentidueña, el 3 de septiembre de 1558. Por el acuerdo se vendieron por cinco mil ducados de oro:

la Jurisdición cevil é criminal alta e baja, mero mixto imperio del Lugar de Huetor Tajar que es vuestro propio en el Reyno de Granada, en la jurisdiccion de la Ciudad de Loja, con sus rentas de Camara é otras cosas que son anejas a la jurisdiccion entera é plenaria é privativamente por vós é por vuestro Alcalde mayor é otras justicias que para ello pudiesedes poner en primera é segunda instancia en el dicho lugar é sus términos é dezmerías, el cual avía de ser é amojonarse.
Victoriano Guarnido Olmedo, El repartimiento de Huétor Tájar y su evolución posterior

De esta forma se configuró el señorío jurisdiccional de la villa de Huétor Tájar, que fue ejercido por Antonio de Luna y Enríquez de Almansa (I conde de Fuentidueña), y cuyo mayorazgo, pasó a los descendientes de Cristóbal Portocarrero Osorio y Luna, III conde de Montijo, por su matrimonio con Ana de Luna Enríquez, II condesa de Fuentidueña, hija y heredera del primero.
La historia local corrió pareja a la del Señorío hasta su desaparición. Durante las centurias XVI a la XVIII, las crónicas no registran sucesos de importancia relacionados con el ámbito nacional, tal vez porque los señores de Huétor, que pertenecían a una de las casas nobiliarias más poderosas de España, guardaron respeto a la Corona y se adaptaron a las distintas situaciones políticas.
Los condes de Montijo y Fuentidueña fueron señores jurisdiccionales de Huétor hasta que los señoríos fueron abolidos el 6 de agosto de 1811 por las Cortes de Cádiz. Posteriormente fueron restablecidos temporalmente por Fernando VII, pero las leyes del 3 de mayo de 1823 y las de 23 y 26 de agosto de 1837 suprimieron para siempre la decrépita institución señorial. Sin embargo los señores de Montijo, a pesar de perder algunas de sus prebendas jurisdiccionales, siguieron manteniendo cierto control sobre la villa debido al control de impuestos como la alcabala, que eran cobrados por sus administradores, que no reparaban en esfuerzos para ejercer un poder coercitivo sobre los distintos organismos de poder del pueblo. Por ello se puede hablar de una continuación de facto del señorío.

## Señores de Huétor Tájar
|                                  | Titular                                                    | Periodo                          | Casa                             |
| Creación por Felipe II de España | Creación por Felipe II de España                           | Creación por Felipe II de España | Creación por Felipe II de España |
| -------------------------------- | ---------------------------------------------------------- | -------------------------------- | -------------------------------- |
| I                                | Antonio de Luna y Valois                                   | 1559-1593                        | Casa de Fuentidueña              |
| II                               | Antonio de Luna y Enríquez de Almansa                      | 1593-1605                        | Casa de Fuentidueña              |
| III                              | Ana de Luna y Mendoza                                      | 1605-1658                        | Casa de Fuentidueña              |
| IV                               | Cristóbal Portocarrero de Guzmán y Enríquez de Luna        | 1658-1704                        | Casa de Portocarrero             |
| V                                | Cristóbal de Portocarrero y Funes de Villalpando           | 1704-1763                        | Casa de Portocarrero             |
| VI                               | María Francisca de Sales de Portocarrero y López de Zúñiga | 1763-1808                        | Casa de Portocarrero             |
| VII                              | Eugenio de Palafox y Portocarrero                          | 1808-1812                        | Casa de Portocarrero             |

## Historia de los Señores de Huétor Tájar
- Antonio de Luna y Valois (1512-¿?), I señor de Huétor Tájar, VI señor de Fuentidueña. Le sucedió su nieto.

1. Casado con  Leonor Sarmiento de la Cerda.
2. Casado con Francisca de Rojas Enriquez.

- Antonio de Luna y Enríquez de Almansa (¿?-1605), II señor de Huétor Tájar, I conde de Fuentidueña.

1. Casado con Juana de Mendoza y Toledo (¿?-1595).
2. Casado con Catalina de la Cerda y Latiloy.

- Ana de Luna y Mendoza (1595-1658), III señor de Huétor Tájar, II condesa de Fuentidueña, II marquesa de Valderrábano. Le sucedió su nieto.

1. Casada con Cristóbal Osorio Portocarrero (1598-1658), III conde de Montijo.

- Cristóbal Portocarrero de Guzmán y Enríquez de Luna (1638-1704), IV señor de Huétor Tájar, III conde de Fuentidueña, IV marqués de Valderrábano, IV conde de Montijo y VIII marqués de La Algaba. Le sucedió su hijo.

1. Casado con María Funes de Villalpando y Monroy (1670-1738), IV marquesa de Osera.

- Cristóbal de Portocarrero y Funes de Villalpando (1692-1763), V señor de Huétor Tájar, IV conde de Fuentidueña, V marqués de Valderrábano, V conde de Montijo IX marqués de La Algaba y V marqués de Osera. Le sucedió su nieta.

1. Casado con María Fernández de Córdoba y Portocarrero (1693-1747).

- María Francisca de Sales de Portocarrero y López de Zúñiga (1754-1808),VI señor de Huétor Tájar, V condesa de Fuentidueña, VII marquesa de Valderrábano, VI condesa de Montijo X marquesa de La Algaba y VI marquesa de Osera. Le sucedió su hijo.

1. Casada en primeras nupcias con Felipe Antonio de Palafox y Croy d'Havré (1739-1790).
2. Casada en segundas nupcias con Estanislao de Lugo y Molina (1753-1833).

- Eugenio de Palafox y Portocarrero (1773-1834), VII señor de Huétor Tájar, VI conde de Fuentidueña, VIII marqués de Valderrábano, VII conde de Montijo, XI marqués de La Algaba, VII marqués de Osera y XIV duque de Peñaranda.

## Árbol genealógico
| Antonio de Luna y Valois I señor de Huétor Tájar (1512-1593)                                      |  |  |  |  |  |  |  |
|                                                                                                   |  |  |  |  |  |  |  |
| Álvaro de Luna y Sarmiento (¿?-1581)                                                              |  |  |  |  |  |  |  |
|                                                                                                   |  |  |  |  |  |  |  |
| Antonio de Luna y Enríquez de Almansa II señor de Huétor Tájar (¿?-1605)                          |  |  |  |  |  |  |  |
|                                                                                                   |  |  |  |  |  |  |  |
| Ana de Luna y Mendoza III señora de Huétor Tájar (1595-1658)                                      |  |  |  |  |  |  |  |
|                                                                                                   |  |  |  |  |  |  |  |
| Cristóbal Portocarrero y Enriquez de Luna III marqués de Valderrábano (1617-1641)                 |  |  |  |  |  |  |  |
|                                                                                                   |  |  |  |  |  |  |  |
| Cristóbal Portocarrero de Guzmán y Enríquez de Luna IV señor de Huétor Tájar (1638-1704)          |  |  |  |  |  |  |  |
|                                                                                                   |  |  |  |  |  |  |  |
| Cristóbal Gregorio Portocarrero y Funes de Villalpando V señor de Huétor Tájar (1692-1763)        |  |  |  |  |  |  |  |
|                                                                                                   |  |  |  |  |  |  |  |
| Cristóbal Pedro Portocarrero Osorio y Fernández de Córdoba VI marqués de Valderrábano (1728-1757) |  |  |  |  |  |  |  |
|                                                                                                   |  |  |  |  |  |  |  |
| María Francisca de Sales Portocarrero y López de Zúñiga VI señora de Huétor Tájar (1754-1808)     |  |  |  |  |  |  |  |
|                                                                                                   |  |  |  |  |  |  |  |
| Eugenio de Palafox y Portocarrero VII señor de Huétor Tájar (1773-1834)                           |  |  |  |  |  |  |  |